# Tradescantia spathacea
Espèce
Classification APG III (2009)
Tradescantia spathacea est une espèce de plantes de la famille des Commelinaceae originaire des Antilles et d'Amérique centrale.

## Nom vernaculaire
- Guadeloupe: Gros curage, Rhoeo Hance
- Haïti : Boul dimass

## Synonymes
- Rhoeo spathacea (Swartz) Stearn (1957)
- Tradescantia discolor L'Héritier (1788)
- Tradescantia versicolor Salisbury (1796)
- Rhoeo discolor (L'Héritier) Hance ex Walpers (1853)
- Ephemerum bicolor Moench (1802)[1]

## Description
Plante herbacée haute de 70 centimètres, à tige succulente et feuilles longues, vertes dessus et violettes dessous; fleurs bractéolées, en ombelles
sessiles, multiflores, renfermées dans deux bractées violettes.

## Habitat
On trouve cette plante dans les forêts sèches du Mexique, d'Amérique centrale et des Antilles.